# رالف إريسكن
رالف إرسكين ARIBA ‏(24 فبراير 1914 - 16 مارس 2005) كان مهندسا معماريا ومخططا بريطانيا، عاش وعمل في السويد معظم حياته.